# Törökország az 1984. évi nyári olimpiai játékokon
Törökország az egyesült államokbeli Los Angelesben megrendezett 1984. évi nyári olimpiai játékok egyik részt vevő nemzete volt. Az országot az olimpián 10 sportágban 46 sportoló képviselte, akik összesen 3 érmet szereztek.

## Érmesek
| Érem  | Versenyző    | Sportág   | Versenyszám          |
| ----- | ------------ | --------- | -------------------- |
| Bronz | Ayhan Taşkın | Birkózás  | Szabadfogás, +100 kg |
| Bronz | Eyüp Can     | Ökölvívás | Légsúly              |
| Bronz | Turgut Aykaç | Ökölvívás | Pehelysúly           |

## Atlétika
Férfi
| Versenyző       | Versenyszám | Előfutam      | Előfutam      | Előfutam      | Elődöntő | Elődöntő | Elődöntő | Döntő         | Döntő         |
| Versenyző       | Versenyszám | Idő           | Hely.         | Össz.         | Idő      | Hely.    | Össz.    | Idő           | Helyezés      |
| --------------- | ----------- | ------------- | ------------- | ------------- | -------- | -------- | -------- | ------------- | ------------- |
| Necdet Ayaz     | 5000 m      | 14:36,89      | 11.           | 44.           | kiesett  | kiesett  | kiesett  | kiesett       | kiesett       |
| Necdet Ayaz     | 10 000 m    | nem ért célba | nem ért célba | nem ért célba |          |          |          | kiesett       | kiesett       |
| Mehmet Terzi    | Maraton     |               |               |               |          |          |          | 2:14:20       | 16.           |
| Ahmet Altun     | Maraton     |               |               |               |          |          |          | nem ért célba | nem ért célba |
| Mehmet Yurdadön | Maraton     |               |               |               |          |          |          | nem ért célba | nem ért célba |

Női
| Versenyző  | Versenyszám | Előfutam | Előfutam | Előfutam | Negyeddöntő | Negyeddöntő | Negyeddöntő | Elődöntő | Elődöntő | Elődöntő | Döntő   | Döntő    |
| Versenyző  | Versenyszám | Idő      | Hely.    | Össz.    | Idő         | Hely.       | Össz.       | Idő      | Hely.    | Össz.    | Idő     | Helyezés |
| ---------- | ----------- | -------- | -------- | -------- | ----------- | ----------- | ----------- | -------- | -------- | -------- | ------- | -------- |
| Semra Aksu | 100 m       | 11,86    | 6.       | 27.      | kiesett     | kiesett     | kiesett     | kiesett  | kiesett  | kiesett  | kiesett | kiesett  |
| Semra Aksu | 200 m       | 24,27    | 5.       | 23.      | 24,03       | 5.          | 22.         | kiesett  | kiesett  | kiesett  | kiesett | kiesett  |
| Semra Aksu | 100 m gát   | 13,96    | 5.       | 19.      |             |             |             | kiesett  | kiesett  | kiesett  | kiesett | kiesett  |

## Birkózás
Kötöttfogású
| Versenyző             | Versenyszám | Vigaszágas kiesés | Vigaszágas kiesés | 5. helyért        | Bronz- mérkőzés          | Döntő             | Helyezés    |
| Versenyző             | Versenyszám | Ellenfél Eredmény | Hely.             | Ellenfél Eredmény | Ellenfél Eredmény        | Ellenfél Eredmény | Helyezés    |
| --------------------- | ----------- | --- | ----------------- | ----------------- | ------------------------ | ----------------- | ----------- |
| Salih Bora            | 48 kg       | A csoport · Vincenzo Maenza (ITA) · 0–3 · Mark Fuller (USA) · 6–2 · Li Haj-seng (Li Haisheng) (CHN) · 5–2 · Döntő · Kent Andersson (SWE) · 11–2 · Vincenzo Maenza (ITA) · 0–3 | 2.                |                   | Szaitó Ikuzó (JPN) · 5–7 |                   | 4.          |
| Erol Kemah            | 52 kg       | B csoport · Daniel Aceves (MEX) · passzivitás · Hu Zsi-csa (Hu Richa) (CHN) · 4–14 · Taisto Halonen (FIN) · 2–9                                                               | 4.                | kiesett           | kiesett                  | kiesett           | 7.          |
| Mehmet Serhat Karadağ | 57 kg       | B csoport · Pak Bjongho (Park Byeong-Hyo) (KOR) · 12–4 · Niculae Zamfir (ROU) · 1–0 · Frank Famiano (USA) · 5–18 · Pasquale Pasarelli (FRG) · passzivitás                     | 4.                | kiesett           | kiesett                  | kiesett           | 7.          |
| Alaettin Özgür        | 62 kg       | A csoport · Kent-Olle Johansson (SWE) · 2–7 · Abdurrahim Kuzu (USA) · 4–12 | 7.                | kiesett           | kiesett                  | kiesett           | helyezetlen |
| Sümer Koçak           | 68 kg       | A csoport · I Jonik (Lee Yeon-Ik) (KOR) · 12–9 · Dietmar Streitler (AUT) · passzivitás · Vlado Lisjak (YUG) · 4–11                                                            | 4.                | kiesett           | kiesett                  | kiesett           | 8.          |
| Celal Taşkıran        | 74 kg       | A csoport · Mukai Takahiro (JPN) · 10–9 · a 2. fordulóban erőnyerő · Roger Tallroth (SWE) · passzivitás · Kim Jongnam (Kim Yeong-Nam) (KOR) · 3–9                             | 5.                | kiesett           | kiesett                  | kiesett           | helyezetlen |
| Mustafa Suzan         | 82 kg       | A csoport · Louis Santerre (CAN) · 0–15 · Kim Szanggju (Kim Sang-Gyu) (KOR) · passzivitás                                                                                     | 7.                | kiesett           | kiesett                  | kiesett           | helyezetlen |

Szabadfogású
| Versenyző        | Versenyszám | Vigaszágas kiesés | Vigaszágas kiesés | 5. helyért                               | Bronz- mérkőzés                    | Döntő             | Helyezés    |
| Versenyző        | Versenyszám | Ellenfél Eredmény | Hely.             | Ellenfél Eredmény                        | Ellenfél Eredmény                  | Ellenfél Eredmény | Helyezés    |
| ---------------- | ----------- | --- | ----------------- | ---------------------------------------- | ---------------------------------- | ----------------- | ----------- |
| Arslan Seyhanlı  | 52 kg       | A csoport · Thierry Bourdin (FRA) · 14–4 · Kim Dzsonggju (Kim Jong-Gyu) (KOR) · 0–0 (bírói) · Jesmond Giordemaina (MLT) · 13–0 · a 4. fordulóban erőnyerő · Ray Takahashi (CAN) · 0–0 (bírói)                                                                    | 3.                | Mahabir Singh (IND) · 14–5               |                                    |                   | 5.          |
| İbrahim Akgül    | 57 kg       | A csoport · Tomijama Hideaki (JPN) · kétvállas · Marwan Suhail Aboud (IRQ) · 12–0 · Brian Aspen (GBR) · 5–8 | 5.                | kiesett                                  | kiesett                            | kiesett           | 8.          |
| Selman Kaygusuz  | 62 kg       | A csoport · Martin Herbster (FRG) · 6–5 · I Dzsonggun (Lee Jeong-Geun) (KOR) · 1–10 · Carmelo Flores (PUR) · 13–0 · Akaisi Kószei (JPN) · 0–12 | 4.                | kiesett                                  | kiesett                            | kiesett           | 7.          |
| Fevzi Şeker      | 68 kg       | B csoport · Ivan Valladares (PER) · 14–2 · Boris Goldstein (ARG) · kétvállas · José Betancourt (PUR) · 12–0 · Jagmander Singh (IND) · kétvállas · Ju Inthak (Yu In-Tak) (KOR) · 2–7 · Döntő · Kamimura Maszakazu (JPN) · 5–5 · Ju Inthak (Yu In-Tak) (KOR) · 2–7 | 3.                | Zsigmond Kelevitz (AUS) · 3–11           |                                    |                   | 6.          |
| Selahattin Sağan | 74 kg       | A csoport · Ignacio Ordóñez (ESP) · 14–0 · Ali Hussain Faris (IRQ) · 9–1 · Pekka Rauhala (FIN) · 5–9 · a 4. fordulóban erőnyerő · Han Mjongu (Han Myeong-U) (KOR) · 0–6                                                                                          | 5.                | kiesett                                  | kiesett                            | kiesett           | helyezetlen |
| Reşit Karabacak  | 82 kg       | B csoport · Mark Schultz (USA) · kizárták · a 2. fordulóban nem indult | 8.                | kiesett                                  | kiesett                            | kiesett           | helyezetlen |
| İsmail Temiz     | 90 kg       | A csoport · Frank Andersson (SWE) · 6–5 · Ed Banach (USA) · 0–11 · Abdul Majeed (PAK) · 3–3 · Döntő · Clark Davis (CAN) · kétvállas · Ed Banach (USA) · 0–11 | 3.                | Macauley Appah (NGR) · feladta (sérülés) |                                    |                   | 6.          |
| Hayri Sezgin     | 100 kg      | B csoport · Lou Banach (USA) · kétvállas · Wayne Brightwell (CAN) · 6–5 · Honda Tamon (JPN) · 9–4 · Döntő · Honda Tamon (JPN) · 9–4 · Lou Banach (USA) · kétvállas                                                                                               | 2.                |                                          | Vasile Puşcaşu (ROU) · 3–4         |                   | 4.          |
| Ayhan Taşkın     | +100 kg     | A csoport · Panagiotis Poikilidis (GRE) · 13–6 · Döntő · Bruce Baumgartner (USA) · kétvállas · Vasile Andrei (ROU) · kétvállas | 2.                |                                          | Hassan El-Haddad (EGY) · kétvállas |                   |             |

## Cselgáncs
| Versenyző       | Versenyszám  | Csoport | Selejtező                 | 32-es főtábla                                       | Nyolcaddöntő               | Negyeddöntő            | Elődöntő          | Vigaszág nyolcaddöntő | Vigaszág negyeddöntő | Vigaszág elődöntő | Bronz- mérkőzés   | Döntő             | Helyezés |
| Versenyző       | Versenyszám  | Csoport | Ellenfél Eredmény         | Ellenfél Eredmény                                   | Ellenfél Eredmény          | Ellenfél Eredmény      | Ellenfél Eredmény | Ellenfél Eredmény     | Ellenfél Eredmény    | Ellenfél Eredmény | Ellenfél Eredmény | Ellenfél Eredmény | Helyezés |
| --------------- | ------------ | ------- | ------------------------- | --------------------------------------------------- | -------------------------- | ---------------------- | ----------------- | --------------------- | -------------------- | ----------------- | ----------------- | ----------------- | -------- |
| Cengiz Guler    | Légsúly      | B       |                           | Csao Csin-fu (Chau Chin-Fu) (TPE) · mérkőzés nélkül | kiesett                    | kiesett                | kiesett           |                       |                      |                   |                   |                   | 18.      |
| Alpaslan Ayan   | Harmatsúly   | B       | erőnyerő                  | Carlos Solo (HON) · GY                              | Sandro Rosati (ITA) · V    | kiesett                | kiesett           |                       |                      |                   |                   |                   | 14.      |
| Süheyl Yeşilnur | Váltósúly    | A       | Fridtjof Thoen (NOR) · GY | Ignacio Sanz (ESP) · GY                             | António Roquete (POR) · GY | Filip Leščak (YUG) · V | kiesett           |                       |                      |                   |                   |                   | 12.      |
| Metin Orgarun   | Félnehézsúly | B       |                           | Nicholas Kokotaylo (GBR) · V                        | kiesett                    | kiesett                | kiesett           |                       |                      |                   |                   |                   | 18.      |

## Íjászat
| Versenyző  | Versenyszám  | 1. forduló | 1. forduló | 2. forduló | 2. forduló | Összesítés | Összesítés |
| Versenyző  | Versenyszám  | Pont       | Hely.      | Pont       | Hely.      | Pont       | Helyezés   |
| ---------- | ------------ | ---------- | ---------- | ---------- | ---------- | ---------- | ---------- |
| Kemal Erer | Férfi egyéni | 1190       | 40.        | 1196       | 38.        | 2386       | 40.        |
| Izzet Avcı | Férfi egyéni | 1193       | 38.        | 1168       | 46.        | 2361       | 45.        |

## Ökölvívás
| Versenyző    | Versenyszám | Selejtező         | 32-es főtábla              | Nyolcaddöntő                         | Negyeddöntő                          | Elődöntő                       | Döntő             | Helyezés |
| Versenyző    | Versenyszám | Ellenfél Eredmény | Ellenfél Eredmény          | Ellenfél Eredmény                    | Ellenfél Eredmény                    | Ellenfél Eredmény              | Ellenfél Eredmény | Helyezés |
| ------------ | ----------- | ----------------- | -------------------------- | ------------------------------------ | ------------------------------------ | ------------------------------ | ----------------- | -------- |
| Mustafa Genç | Papírsúly   |                   | Carlos Motta (GUA) · 0:5   | kiesett                              | kiesett                              | kiesett                        | kiesett           | 17.      |
| Eyüp Can     | Légsúly     |                   | Bill Dunlop (CAN) · 5:0    | Szegava Szeiki (JPN) · 4:1           | Ho Jongmo (Heo Yeong-Mo) (KOR) · 4:1 | Steve McCrory (USA) · 0:5      | kiesett           |          |
| Cemal Öner   | Harmatsúly  | erőnyerő          | Bararq Bahtobe (CIV) · 4:1 | Pedro Décima (ARG) · 1:4             | kiesett                              | kiesett                        | kiesett           | 9.       |
| Turgut Aykaç | Pehelysúly  | erőnyerő          | Raúl Trapero (ESP) · 5:0   | Abraham Mieses (DOM) · RSC           | Mohamed Hegazi (EGY) · RSC           | Peter Konyegwachie (NGR) · 0:5 | kiesett           |          |
| Fahri Sümer  | Könnyűsúly  | erőnyerő          | Bakary Fofana (CIV) · 5:0  | Jaineck Chinyanta (ZAM) · 5:0        | Martin N'Dongo Ebanga (CMR) · 1:4    | kiesett                        | kiesett           | 5.       |
| Vedat Önsoy  | Váltósúly   | erőnyerő          | Saikoloni Hala (TGA) · 5:0 | An Jongszu (An Yeong-Su) (KOR) · 1:4 | kiesett                              | kiesett                        | kiesett           | 9.       |

RSC – a mérkőzésvezető megállította a mérkőzést

## Sportlövészet
Nyílt
| Versenyző   | Versenyszám | Pont | Helyezés |
| ----------- | ----------- | ---- | -------- |
| Alp Kızılsu | Trap        | 176  | 35.      |
| Güneş Yunus | Skeet       | 179  | 50.      |

## Súlyemelés
| Versenyző      | Versenyszám | Szakítás                 | Szakítás                 | Lökés                    | Lökés                    | Összesen | Helyezés |
| Versenyző      | Versenyszám | Eredmény                 | Helyezés                 | Eredmény                 | Helyezés                 | Összesen | Helyezés |
| -------------- | ----------- | ------------------------ | ------------------------ | ------------------------ | ------------------------ | -------- | -------- |
| Levent Erdoğan | 52 kg       | 95,0                     | 8.                       | 120,0                    | 8.                       | 215,0    | 8.       |
| Mehmet Altin   | 56 kg       | 102,5                    | 12.                      | érvényes kísérlet nélkül | érvényes kísérlet nélkül | kiesett  | kiesett  |
| Hasan Has      | 75 kg       | 147,5                    | 2.                       | érvényes kísérlet nélkül | érvényes kísérlet nélkül | kiesett  | kiesett  |
| Yusuf Dalgınlı | 82,5 kg     | érvényes kísérlet nélkül | érvényes kísérlet nélkül | kiesett                  | kiesett                  | kiesett  | kiesett  |

## Úszás
Férfi
| Versenyző                                                       | Versenyszám          | Előfutam | Előfutam | Előfutam | Döntő   | Döntő   | Döntő   | Helyezés |
| Versenyző                                                       | Versenyszám          | Idő      | Hely.    | Össz.    | Típus   | Idő     | Hely.   | Helyezés |
| --------------------------------------------------------------- | -------------------- | -------- | -------- | -------- | ------- | ------- | ------- | -------- |
| Ahmet Nakkaş                                                    | 400 m gyors          | 4:16,49  | 7.       | 34.      | kiesett | kiesett | kiesett | kiesett  |
| Gökhan Attaroğlu                                                | 400 m gyors          | 4:07,07  | 6.       | 29.      | kiesett | kiesett | kiesett | kiesett  |
| Gökhan Attaroğlu                                                | 200 m gyors          | 1:55,92  | 5.       | 32.      | kiesett | kiesett | kiesett | kiesett  |
| Gökhan Attaroğlu                                                | 200 m vegyes         | kizárták | kizárták | kizárták | kiesett | kiesett | kiesett | kiesett  |
| Gökhan Attaroğlu                                                | 100 m gyors          | 54,22    | 5.       | 43.      | kiesett | kiesett | kiesett | kiesett  |
| Kemal Sadri Özün                                                | 100 m gyors          | 53,39    | 5.       | 35.      | kiesett | kiesett | kiesett | kiesett  |
| Kemal Sadri Özün                                                | 100 m pillangó       | 57,75    | 6.       | 36.      | kiesett | kiesett | kiesett | kiesett  |
| İhsan Sabri Özün                                                | 100 m pillangó       | 56,55    | 4.       | 25.*     | kiesett | kiesett | kiesett | kiesett  |
| İhsan Sabri Özün                                                | 200 m pillangó       | 2:07,45  | 6.       | 27.      | kiesett | kiesett | kiesett | kiesett  |
| Kemal Sadri Özün İhsan Sabri Özün Ahmet Nakkaş Gökhan Attaroğlu | 4 × 100 m gyorsváltó | 3:36,54  | 7.       | 19.      | kiesett | kiesett | kiesett | kiesett  |
| Gökhan Attaroğlu Kemal Sadri Özün Ahmet Nakkaş İhsan Sabri Özün | 4 × 200 m gyorsváltó | 7:59,36  | 6.       | 12.      | kiesett | kiesett | kiesett | kiesett  |

* - egy másik versenyzővel azonos eredményt ért el

## Vitorlázás
Nyílt
| Versenyző                          | Versenyszám | Futam | Futam  | Futam | Futam | Futam | Futam | Futam | Pontszám | Helyezés |
| Versenyző                          | Versenyszám | 1     | 2      | 3     | 4     | 5     | 6     | 7     | Pontszám | Helyezés |
| ---------------------------------- | ----------- | ----- | ------ | ----- | ----- | ----- | ----- | ----- | -------- | -------- |
| Aleksandr Çaykovski Ertuğrul Özkan | Tornádó     | 22,0  | (29,0) | 23,0  | 25,0  | 20,0  | 22,0  | 25,0  | 174,0    | 20.      |

## Vívás
Férfi
| Versenyző          | Versenyszám       | Selejtező | Selejtező | Selejtező | Selejtező | Selejtező         | Selejtező | Főtábla           | Főtábla           | Vigaszág          | Vigaszág          | Negyeddöntő       | Elődöntő          | Döntő             | Helyezés |
| Versenyző          | Versenyszám       | 1. kör | 1. kör    | 2. kör | 2. kör    | 3. kör            | 3. kör    | 1. kör            | 2. kör            | 1. kör            | 2. kör            | Negyeddöntő       | Elődöntő          | Döntő             | Helyezés |
| Versenyző          | Versenyszám       | Ellenfél Eredmény | Hely.     | Ellenfél Eredmény | Hely.     | Ellenfél Eredmény | Hely.     | Ellenfél Eredmény | Ellenfél Eredmény | Ellenfél Eredmény | Ellenfél Eredmény | Ellenfél Eredmény | Ellenfél Eredmény | Ellenfél Eredmény | Helyezés |
| ------------------ | ----------------- | --- | --------- | --- | --------- | ----------------- | --------- | ----------------- | ----------------- | ----------------- | ----------------- | ----------------- | ----------------- | ----------------- | -------- |
| Haluk Yamaç        | Tőr, egyéni       | 2. csoport · Julito Francis (ISV) · 5–1 · Stefano Cerioni (ITA) · 0–5 · Shlomo Eyal (ISR) · 1–5 · Umezava Kenicsi (JPN) · 3–5 · | 4.        | 7. csoport · Sergio Luchetti (ARG) · 2–5 · Greg Benko (AUS) · 5–3 · Liu Jün-hung (Liu Yunhong) (CHN) · 5–3 · Azuma Nobujuki (JPN) · 1–5                         | 4.        | kiesett           | kiesett   | kiesett           | kiesett           | kiesett           | kiesett           | kiesett           | kiesett           | kiesett           | 27.      |
| Ali Murat Dizioğlu | Párbajtőr, egyéni | 1. csoport · Jonathan Stanbury (GBR) · 5–3 · Greger Forslöw (SWE) · 5–2 · Ihab Aly (EGY) · 1–5 · Olivier Lenglet (FRA) · 2–5    | 4.        | 1. csoport · Gilberto Peña (PUR) · 5–1 · Stephen Trevor (USA) · 5–2 · Jean-Marc Chouinard (CAN) · 4–5 · Angelo Mazzoni (ITA) · 0–5 · Volker Fischer (FRG) · 1–5 | 5.        | kiesett           | kiesett   | kiesett           | kiesett           | kiesett           | kiesett           | kiesett           | kiesett           | kiesett           | 32.      |